# 浜松西警察署
浜松西警察署（はままつにしけいさつしょ）は、静岡県浜松市中央区にある静岡県警察所管の警察署。

## 管轄
- 浜松市中央区 - 神久呂・入野・伊佐見・和地・庄内・篠原・舞阪・雄踏の各地区

## 沿革
- 2019年（平成31年）4月1日 - 浜松中央警察署から分離し、浜松西警察署が新設される[1]。
- 2021年（令和3年）8月12日 - 和地交番を廃止し、湖東交番を設置[2]。

## アクセス
遠鉄バス36大塚ひとみヶ丘線「浜松西警察署前」停留所下車。（浜松駅バスターミナルから36ゆう・おおひとみ／湖東高校経由湖人見団地／山崎行バスで約30分。）

## 組織
- 署長
  - 副署長
    - 警務課
    - 会計課
    - 地域課
    - 交通課
    - 刑事課
    - 生活安全課
    - 警備課

## 交番・警察官駐在所
交番、駐在所及び警備派出所の名称、位置及び所管区域に関する規則によれば、次の交番、駐在所を設置している。
- 入野交番 （中央区入野町）
- 神久呂交番 （中央区神ケ谷町）
- 舘山寺町交番 （中央区舘山寺町）
- 湖東交番 （中央区伊左地町）
- 篠原交番 （中央区篠原町）
- 舞阪町交番 （中央区舞阪町舞阪）
- 雄踏町交番 （中央区雄踏町宇布見）
- 村櫛町警察官駐在所 （中央区村櫛町）

### かつて設置していた交番等
- 和地交番 （和地町。2021年8月12日まで設置）[2]